# Hamzah bin Al Hussein
Hamzah bin Al Hussein, född 29 mars 1980 i Amman, är en prins av Jordanien  och son till kung Hussein av Jordanien och drottning Noor. 
Prins Hamzah blev 1999 efter sin fars död utnämnd till kronprins, men förlorade titeln 2004 när kung Abdullah II utsåg sin son Hussein bin Abdullah till kronprins istället. Prins Hamzah är numera nummer sju i successionsordningen till den jordanska tronen. Han är uppkallad efter Hamza ibn ‘Abd al-Muttalib.
Prins Hamzah är ordförande i Jordaniens basketbollförbund.

## Familj och släkt
Prins Hamzah har åtta halvsyskon. Han är halvbror till kung Abdullah av Jordanien, halvbror till prins Faisal, som sitter i flera av IOK:s kommittéer och halvbror till prins Ali som bland annat har gjort karriär som fotbollsledare.
Halvsystern, prinsessan Haya som är gift med emiren av Dubai, har varit IOK-ledamot, president för Internationella ridsportförbundet samt deltagit i internationella hästhoppningstävlingar. 
Prins Hamzah tillhör den hashimitiska dynastin och uppges vara den 43:e generationens direkta ättling till profeten Muhammed.

### Äktenskap och barn
Prins Hamzah har varit gift två gånger och har tre barn.
- Prinsessan Noor bint Asem, gifta 2003–2009
  - Prinsessan Haya bint Hamzah, född 18 april 2007

- Prinsessan Basmah Bani Ahmad, gifta sedan 2012
  - Prinsessan Zein bint Hamzah, född 3 november 2012
  - Prinsessan Noor bint Hamzah, född 5 juli 2014